# Pachyveria
Pachyveria es un género con dos especies de plantas con flores perteneciente a la familia Crassulaceae.   Comprende 16 especies descritas y de estas solo 3  aceptadas. Es un híbrido de Echeveria x Pachyphytum.

## Taxonomía
El género fue descrito por J.N.Haage & Schmidt y publicado en Haupt-Verzeichnis Samen Pfl., Erfurt 1926: 193 (1926).

## Especies aceptadas
A continuación se brinda un listado de las especies del género Pachyveria aceptadas hasta enero de 2014, ordenadas alfabéticamente. Para cada una se indica el nombre binomial seguido del autor, abreviado según las convenciones y usos.
- Pachyveria albomucronata (Gossot) Rowley
- Pachyveria paradoxa (Gossot) Rowley
- Pachyveria sempervivoides (Gossot) Rowley